# 이임재
이임재(1968년~)는 대한민국의 경찰공무원이다.
이태원 사고 당시 용산경찰서장이다.

## 생애
전라남도 함평군 출신이다. 경찰대학 9기로 서울수서경찰서 경비과장, 서울강서경찰서 보안과장, 서울지방경찰청 위기관리센터장 등을 지냈다.
2019년 1월 15일 "범죄와 불의에는 엄정한 법집행을 통한 당당한 경찰이 되어야하고, 사회적 약자와 어려운 이웃에게는 눈물을 닦아 드리는 가족 같은 경찰이 되자"며 취임식을 치르고 다음 날부터 2020년 1월 19일까지 전라남도경찰청 구례경찰서장으로 재직했다.
2020년 1월 서울지방경찰청 제4기동대장으로 전보되었다.
2021년 1월 경찰청 인터폴국제공조과장으로 전보되었다.
2022년 1월 서울특별시경찰청 용산경찰서장으로 전보되었다.

### 이태원 사고 관련 논란
용산경찰서는 사건 전 핼러윈 종합치안 대책을 통해 범죄·무질서 취약 장소를 분석할 예정이었고, 핼러윈 주말 3일간 112·형사·여성청소년·교통 등 관련 기능에 경찰기동대를 추가로 지원받아 총 200여 명 이상을 이태원 현장에 배치해 핼러윈 시민 안전과 질서유지를 계획하였다.
2022년 10월 29일 이임재는 이태원 인근인 용산구 대통령실에서 집회를 관리하고 있었고, 오후 9시 20분까지 대통령실 일대에서 있었다. 오후 9시 47분 식사를 마치고 관용차량으로 사고현장으로 출발한 이임재는 오후 10시 10분 사고현장 부근인 이태원 앤틱가구거리에서 불과 900미터 떨어진 녹사평역에 도착했으나 하차하지 않고 차량으로 진입을 시도하다 오후 11:00에야 하차하여 사고현장에 오후 11시 10분경 도착하였다. 오후 11시 34분 김광호 서울특별시경찰청장에게 전화를 걸었고, 전화를 받지 못했던 김광호가 2분 뒤 다시 전화를 걸어 사건을 접하였는데 이는 처음 소방 신고가 접수된 지 1시간 21분이나 지난 시점이었다. 이로써 경찰청장 윤희근은 대통령보다 늦은 시점인 자정 쯤에서야 사건을 인지했다.